# Claus-Joachim von Heydebreck

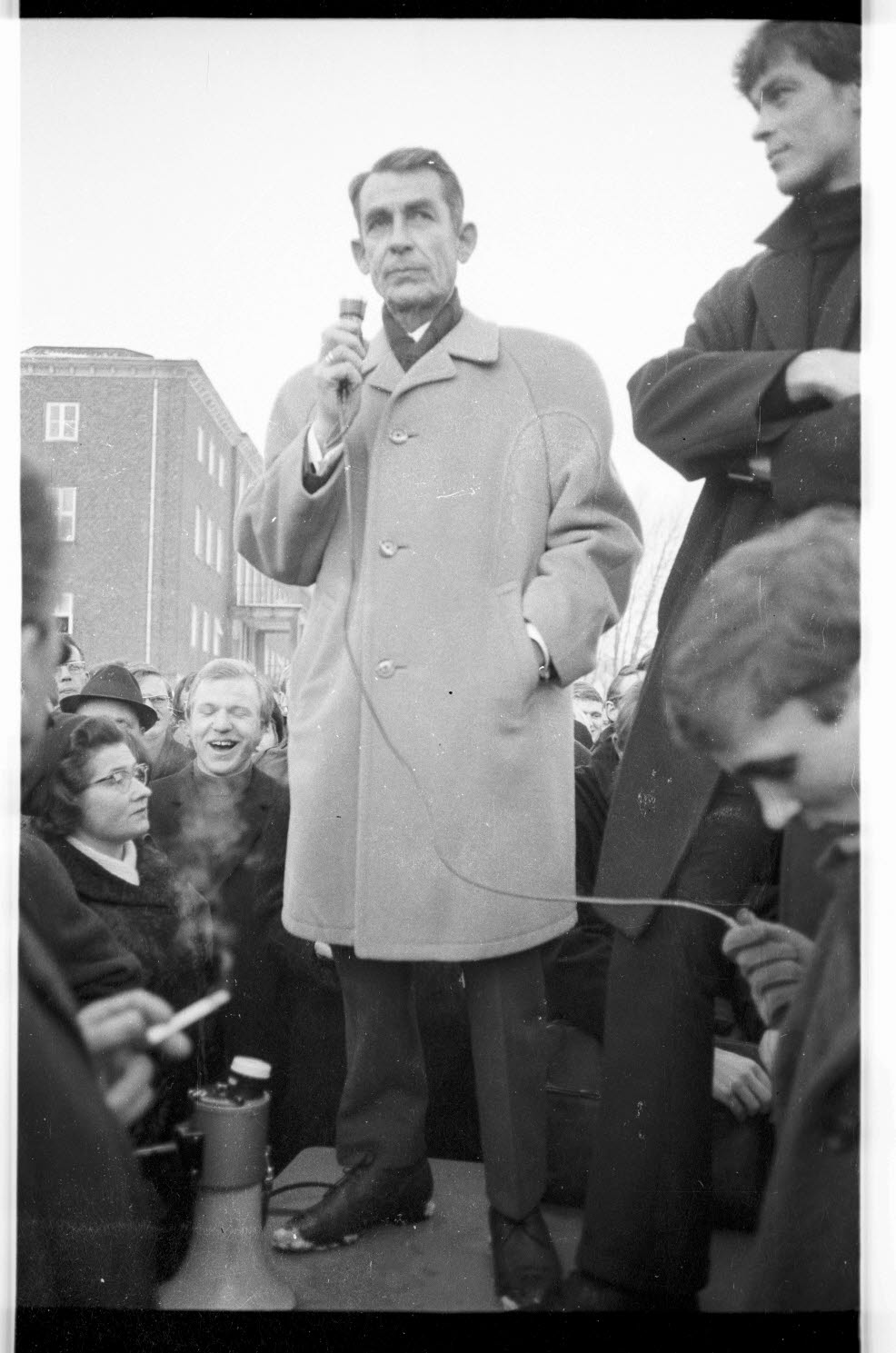
Claus-Joachim von Heydebreck bei einer Demonstration 1968 in Kiel

Claus-Joachim von Heydebreck (* 28. Oktober 1906 in Potsdam; † 28. August 1985 in Kiel) war ein deutscher Politiker (CDU). Nach einer Tätigkeit im Zweiten Weltkrieg im Reichsministerium für die besetzten Ostgebiete war er im Nachkriegsdeutschland zunächst Rechtsanwalt, ab 1959 dann Landtagspräsident, Kultusminister und schließlich Justizminister des Landes Schleswig-Holstein.

## Leben und Beruf
Er war der Sohn des königlich preußischen Oberst Hans von Heydebreck (1866–1935) und der Emilie Lichtenberg (1869–1956).
Nach dem Abitur absolvierte Heydebreck ein Studium der Rechts- und Staatswissenschaften in Göttingen (dort Mitglied des Corps Saxonia) und Berlin, welches er 1930 mit dem ersten juristischen Staatsexamen beendete. Das anschließende Referendariat beendete er 1933 mit dem zweiten Staatsexamen (Note: Vollbefriedigend). Zwischenzeitlich musste er das Referendariat aus wirtschaftlichen Gründen unterbrechen und arbeitete als Sachbearbeiter in der Rechtsabteilung von Siemens. Seit 1934 war er in Berlin als Rechtsanwalt tätig. Von 1941 bis 1944 arbeitete er als Kriegsverwaltungsrat im Reichsministerium für die besetzten Ostgebiete. Danker und Lehmann-Himmel charakterisieren ihn in ihrer Studie über das Verhalten und die Einstellungen der Schleswig-Holsteinischen Landtagsabgeordneten und Regierungsmitglieder der Nachkriegszeit in der NS-Zeit als „angepasst-ambivalent“.
Ab 1946 war er Rechtsanwalt und Notar in Glückstadt. Als solcher vertrat er mehrfach NS-Verbrecher, darunter den SS-Sturmbannführer Walter Reder.
Heydebreck heiratete am 6. September 1935 in Potsdam Hertha von Schierstädt (* 13. Oktober 1912 in Schöneberg bei Berlin; † 2. Mai 1984 in Hohwacht). Aus dieser Ehe stammen vier Kinder.

## Politik
Heydebreck trat zwar nicht der NSDAP bei, war aber ab Oktober 1933 Mitglied der SA, in die er nach eigenen Angaben als Stahlhelm-Mitglied überführt worden ist. Unter dem Eindruck der Röhm-Morde verließ er die SA im Sommer 1934 wieder. Er war aber weiterhin Mitglied des NS-Rechtswahrerbundes und ab 1942 auch der Nationalsozialistischen Volkswohlfahrt.
Heydebreck war von 1963 bis 1967 stellvertretender Landesvorsitzender der CDU in Schleswig-Holstein und gehörte dem Bundesvorstand des Evangelischen Arbeitskreises der CDU an. Von 1948 bis 1955 gehörte er der Stadtverordnetenversammlung von Glückstadt an und war hier in dieser Zeit auch Vorsitzender der CDU-Fraktion. Von 1954 bis 1964 gehörte er außerdem dem Kreistag des Kreises Steinburg an und war hier ebenfalls bis 1962 Vorsitzender der CDU-Fraktion.
Von 1958 bis 1971 war Heydebreck Mitglied des Schleswig-Holsteinischen Landtages. Hier war er von 1958 bis 1959 Vorsitzender des Eingabenausschusses, von Juni bis September 1959 des Untersuchungsausschusses Landtagspräsident Dr. Böttcher und von 1962 bis 1964 des Ausschusses für die Wahrung der Rechte der Volksvertretung. Vom 29. September 1959 bis zum 6. April 1964 war er Landtagspräsident. Heydebreck ist stets als direkt gewählter Abgeordneter des Wahlkreises Steinburg-Süd in den Landtag eingezogen.

## Öffentliche Ämter
Am 7. April 1964 wurde er als Kultusminister in die von Ministerpräsident Helmut Lemke geführte Landesregierung von Schleswig-Holstein berufen. Am 28. März 1969 wechselte er in das Amt des Justizministers, schied jedoch anlässlich einer Kabinettsumbildung schon am 2. November 1969 aus dem Amt.